# 470 f.Kr.

## Händelser

### Efter plats

#### Grekland
- Efter misstankar om konspirationer, för att överta makten i Sparta, genom att inleda ett uppror bland heloterna i staden, tar Pausanias sin tillflykt till Brazenättens Atenatempel, för att undgå arrestering. Fristaden respekteras, men spartanerna bygger en mur runt den och låter Pausanias svälta ihjäl.

### Efter ämne

#### Arkitektur
- Byggandet av Zeustemplet påbörjas i Olympia (omkring detta år). Detta inkluderar även reliefskulpturen Apollon i strid med lapither och kentaurer (av vilka numera endast fragment återstår, bevarade på Olympias arkeologiska museum).

#### Konst
- Körsvennen i Delfi tillkommer i Apollonfristaden i Delfi till minne av en seger i de pythiska spelen 478 eller 474 f.Kr. (omkring detta år). Den finns numera på det arkeologiska museet i Delfi.
- En lergodskruka, som används för att blanda vatten och vin och som har en röd dekoration av Artemis dödande Aktaion, skapas (omkring detta år). Den finns numera bevarad på konstmuseet i Boston.

## Födda
- Sokrates, atensk filosof (död 399 f.Kr.)
- Mozi, kinesisk filosof (död cirka 390 f.Kr.)

## Avlidna
- Pausanias, spartansk befälhavare under de grekisk-persiska krigen